# Kyrie eleison
Kyrie és el cas vocatiu del substantiu grec κύριος (kyrios: 'senyor') i significa «Oh, Senyor!». Eleison, en grec ἐλέησον, és imperatiu aorist del verb ἐλεέω, 'compadir'. Transliterat al llatí, és el nom comú d'una important pregària de la litúrgia cristiana, la del «Senyor, tingueu pietat».

## Origen
Kyrie eleison és una expressió molt antiga, utilitzada constantment en totes les litúrgies cristianes. Flavi Arrià la cita al segle ii: «Invocant Déu diem Kyrie eleison» (Diatribae Epicteri, II, 7).
El Kyrie Eleison és un dels cants més antics del cant gregorià (això es dedueix pel seu text en grec). Té una estructura de triple exclamació: a. Kyrie eleison. b. Christe eleison. a. Kyrie eleison.

## Ús del Kyrie eleison
El Kyrie eleison forma part de l'ordinari de la missa, la part invariable del ritual. També conegut a lletania dels sants, és un cant emprat a l'inici de la missa, on els tres versos que en formen part es poden expressar com una invocació sola o bé com a resposta a les pregàries de l'acte penitecial, en forma de lletania.

### Exemple de lletania
| En llatí Kyrie, rex genitor ingenite, vera essentia, eleyson. Kyrie, luminis fons rerumque conditor, eleyson. Kyrie, qui nos tuæ imaginis signasti specie, eleyson. Christe, Dei forma humana particeps, eleyson. Christe, lux oriens per quem sunt omnia, eleyson. Christe, qui perfecta est sapientia, eleyson. Kyrie, spiritus vivifice, vitæ vis, eleyson. Kyrie, utriqusque vapor in quo cuncta, eleyson. Kyrie, expurgator scelerum et largitor gratitæ; quæsumus propter nostras offensas noli nos relinquere, O consolator dolentis animæ, eleyson (ed. Burntisland, 929) | En català Senyor, Rei i Pare no engendrat, Veritable Essència de Déu, tingueu pietat de nosaltres. Senyor, Font de llum i Creador de totes les coses, tingueu pietat de nosaltres. Senyor, Tu que ens has marcat amb el segell de la Teva Imatge, tingueu pietat de nosaltres. Crist, Veritable Déu i Veritable Home, tingueu pietat de nosaltres. Crist, Sol Naixent, a través de qui són totes les coses, tingueu pietat de nosaltres. Crist, Perfecció de la Saviesa, tingueu pietat de nosaltres. Senyor, Esperit vivificador i Poder de vida, tingueu pietat de nosaltres. Senyor, Alè del Pare i el Fill, en qui són totes les coses, tingueu pietat de nosaltres. Senyor, Purificador del pecat i Almoiner de la Gràcia, et preguem no ens abandonis a causa de les nostres ofenses, Consolador de l'ànima adolorida, tingueu pietat. |

### En el cant
Generalment es canta:
| En llatí Kyrie, eleison Christe, eleison Kyrie, eleison | En català Senyor, tingueu pietat de nosaltres Crist, tingueu pietat de nosaltres Senyor, tingueu pietat de nosaltres |